# Моне, Мерседес
Мерсе́дес Жюстин Кестнер-Варнадо (англ. Mercedes Justine Kaestner-Varnado; род. 26 января 1992, Фэрфилд, Калифорния) — американская женщина-рестлер и актриса. В настоящее время выступает в All Elite Wrestling (AEW) под именем Мерсе́дес Моне́ (англ. Mercedes Moné). Известна выступления в WWE с 2012 по 2022 год под именем Са́ша Бэ́нкс (англ. Sasha Banks).
Ранее Бэнкс выступала на независимой сцене, в частности, в Chaotic Wrestling, где она выиграла женское чемпионство Chaotic Wrestling. Она подписала контракт с WWE в 2012 году и была назначена на бренд NXT. В 2015 году она была переведена в основной состав WWE. Её матч против Бэйли на NXT TakeOver: Respect в октябре 2015 года стал первым женским матчем закрывающим NXT TakeOver, первым матчем «Железный человек» среди женщин в истории WWE и самым продолжительным женским матчем в истории WWE на тот момент — 30 минут. Их матч был признан Pro Wrestling Illustrated (PWI) матчем года, а Бэнкс также была признана женщиной года.
В дальнейшем Бэнкс пять раз становилась чемпионом WWE Raw среди женщин. В 2016 году она и Шарлотт Флэр стали первыми женщинами, закрывавшими PPV-шоу WWE, участвовавшими в матче «Ад в клетке», и первыми женщинами, получившими награду PWI «Вражда года». В 2019 году она стала первой в истории командной чемпионской WWE среди женщин с Бэйли. В 2020 году она стала чемпионом WWE SmackDown среди женщин, став третьей в истории WWE чемпионкой Большого шлема среди женщин и четвёртой обладательницей Тройной короны среди женщин. В том же году она была названа рестлером года по версии Sports Illustrated. На WrestleMania 37 Бэнкс и её соперница Бьянка Белэр стали первыми темнокожими женщинами, совместно закрывавшими WrestleMania. В 2021 году она заняла третье место среди женщин-спортсменок по количеству упоминаний в Твиттере. В 2021—2023 годах выступала в New Japan Pro-Wrestling (NJPW) / World Wonder Ring Stardom, где была чемпионкой IWGP среди женщин.

## Ранние годы
Мерседес Кестнер-Варнадо родилась 26 января 1992 года в Фэрфилде, Калифорния, а позже её семья переезжала в различные места, в том числе в Миннесоту, чтобы найти школы и больницы для её брата-аутиста. Её семья поселилась в Бостоне, Массачусетс, где она начала карьеру рестлера. В школе Мерседес была на дистанционном обучении и росла, наблюдая за All Japan Women’s Pro-Wrestling. Её отец — афроамериканец, а мать — немка по происхождению.

## Карьера в рестлинге

### Инди-рестлинг (2010—2012)

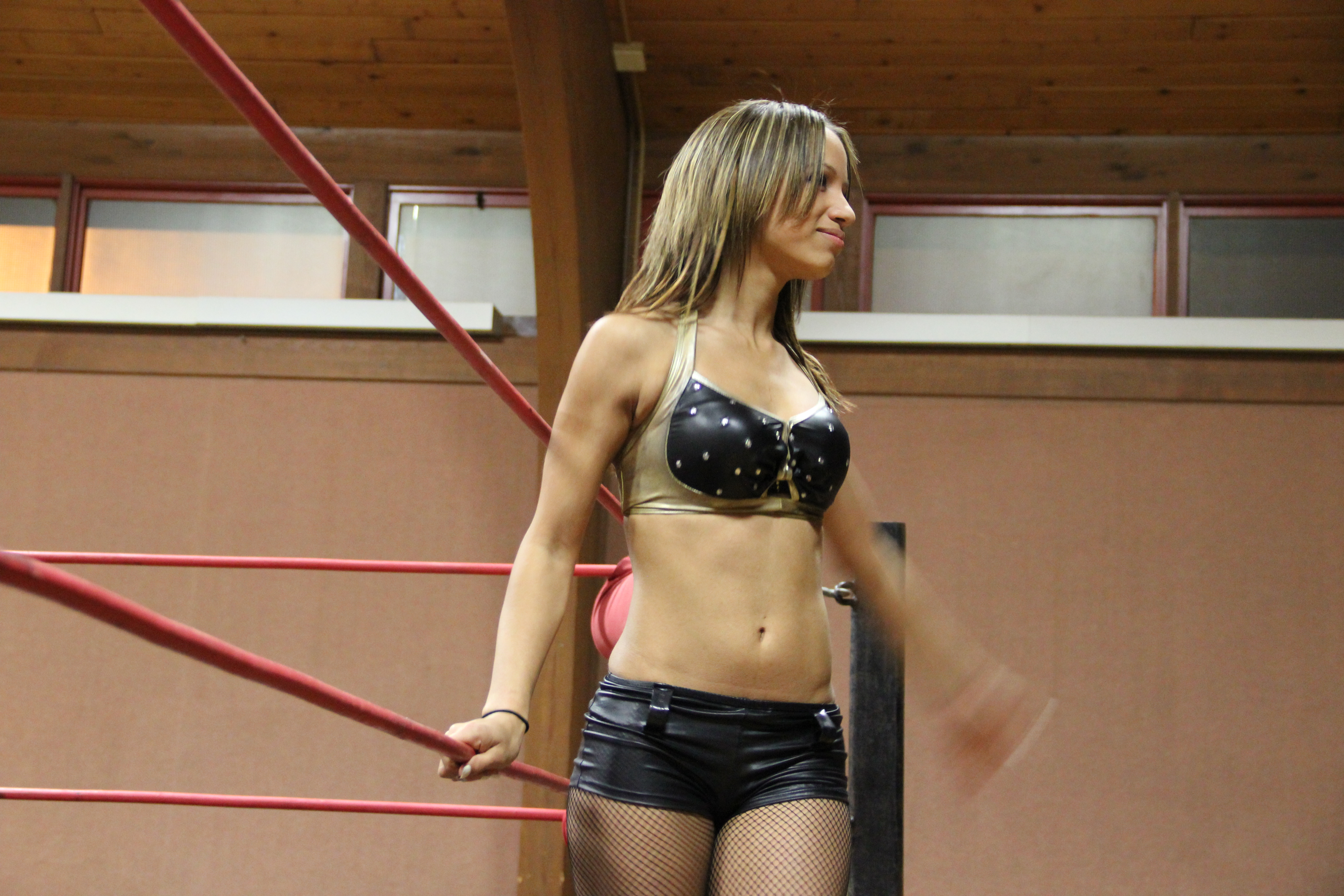
Мерседес Варнадо на шоу EWA 14 января 2012

В 2008 году Кестнер-Варнадо начала тренироваться в школе независимого промоушна Chaotic Wrestling (CW) у Брайана Фьюри и Брайана Майлонаса в Вобурне, штат Массачусетс. Дебютировала на ринге этой же организации она 8 августа 2010 года под именем Мерседес KV. В декабре 2011 года Мерседес выиграла женское чемпионство CW. Помимо Chaotic она активно выступала в инди-компаниях региона - в штатах Массачусетс, Мэн, Род-Айленд. По ходу выступлений она познакомилась с будущим мужем Саратом Тоном, вместе с которым иногда выходила на ринг в межполовых матчах. 17 августа 2012 года Мерседес объявила, что сдаст титул Женской чемпионки Chaotic из-за того, что подписала контракт с WWE.

### WWE (2012—2022)
Во время эфира Raw 16 мая 2022 года Бэнкс и Наоми, как сообщается, уехали со съемок после встречи с Винсом Макмэном из-за творческого спора. WWE выпустила официальное заявление, в котором утверждалось, что они «вошли в офис главы отдела по работе с кадрами WWE Джона Лауринайтиса с чемоданами в руках, положили свои пояса командных чемпионов на его стол и ушли». В декабре 2022 года стало известно, что переговоры о компенсации провалились летом и что Бэнкс прекратила сотрудничество с WWE.

### New Japan Pro-Wrestling (с 2023)
Дебютировала в New Japan Pro-Wrestling (NJPW) 4 января 2023 года на шоу NJPW Wrestle Kingdom 17 под именем Мерседес Моне, где вызвала КАИРИ на бой за титул чемпиона IWGP среди женщин. Это привело к титульному матчу между ними на Battle in the Valley 18 февраля, в котором Моне победила КАИРИ и завоевала титул.

### All Elite Wrestling (с 2024)
В августе 2023 года Мерседес показали на трибунах стадиона «Уэмбли» во время шоу All In на фоне многочисленных слухов о ее скором подписании контракта с AEW. В феврале 2024 года ряд инсайдеров сообщили о том, что контракт подписан. Варнадо дебютировала в AEW 13 марта на шоу Dynamite в Бостоне — городе, где она долгое время проживала. Контракт при этом она подписала за несколько недель до того. Она пришла на помощь Уиллоу Найтингейл, пострадавшей от Джулии Харт и Скай Блю. Все шоу Dynamite 13 марта было брендировано в стиле образа Мерседес, связанного с деньгами. В частности, оно называлось «Большой бизнес», а буква «S» в словах «Бизнес» и «Бостон» была написана значком, обозначающим доллар. Она дебютировала под именем «Мерседес Моне», ей дали музыкальную тему, основанную на 4-й части «Allegro con fuoco» классической симфонии № 9 Антонина Дворжака. На Dynamite 3 апреля она обозначила свою цель — чемпионство TBS, которое позже на PPV Dynasty выиграла Уиллоу Найтингейл. Матч за этот титул состоялся на PPV Double or Nothing, где Моне сразу стала чемпионкой. На Dynamite после этого она защитила чемпионство, после чего в зал вышла чемпиона NJPW STRONG Стефани Вакер. По итогам их короткого противостояния на Dynamite 5 июня был назначен матч с обоими титулами на кону на PPV Forbidden Door. Там Моне одержала еще одну победу, став обоюдной чемпионкой. После этого матча в зал вышла бывшая женская чемпионка AEW Бритт Бейкер, не выступавшая около года. На следующем Dynamite Бейкер предложила Моне матч на PPV All In, но та отказалась. 24 июля на Dynamite к Моне присоединилась бывшая женская чемпионка NWA Камилла, напавшая на Бейкер со спины. На следующий день обе рестлерши были участницами фестиваля Comic-Con в Сан-Диего, устроили там потасовку, и Тони Хан назначил им этот матч на шоу All In в Лондоне.
Любопытно, что именно с Мерседес в июле 2024го года в аэропорту встретился Шейн Макмэн, что дало повод для слухов о его переходе в AEW.

## Личная жизнь
4 августа 2016 года Кестнер-Варнадо вышла замуж за рестлера Сарата Тона, с которым она познакомились, когда оба выступали в инди-рестлинге. Тон позже работал дизайнером костюмов в WWE. Пара рассталась в конце 2021 года, а в 2024 году окончательно развелась.
Мерседес является кузиной рэп-исполнителя Snoop Dogg. По признанию Мерседес, она является большой фанаткой K-pop-музыки, а также аниме-сериала «Сэйлор Мун».

## В рестлинге
Завершающие приёмы

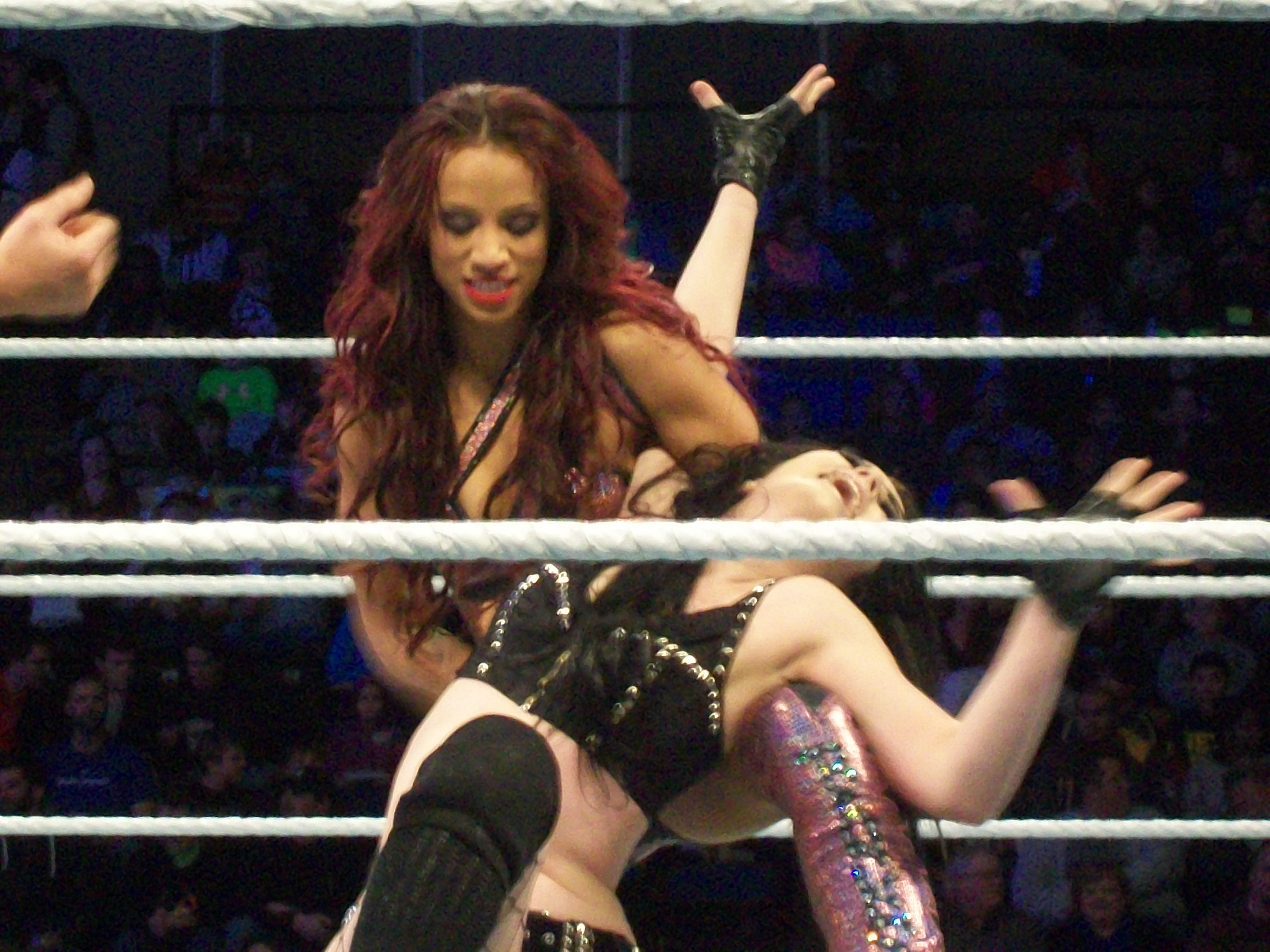
Бэнкс проводит болевой приём на Пэйдж.

- Bankrupt (Straight jacket neckbreaker slam)[34] — 2012—2014;
- Bank Statement[35] (Bridging crossface, иногда переходящий из Double Knee Backbreaker) — 2014-н.в.

Прозвища
- «Босс» (англ. «The Boss»);
- CEO

Музыкальные темы
- «Sky’s the Limit» от CFO$ — 28 августа 2014—2022[36];

## Достижения и титулы
- Chaotic Wrestling
  - Чемпион CW среди женщин (1 раз)
- New Japan Pro-Wrestling
  - Чемпион IWGP среди женщин (1 раз)
- Pro Wrestling Illustrated
  - Матч года (2015) пр. Бэйли на NXT TakeOver: Respect
  - Женщина года (2015)
  - Вражда года (2016) пр. Шарлотт Флэр
  - Вражда года (2020) пр. Бэйли
  - Команда года (2020) — с Бэйли
- WWE
  - Чемпион NXT среди женщин (1 раз)[37]
  - Чемпион WWE Raw среди женщин (5 раз)
  - Чемпион WWE SmackDown среди женщин (1 раз)
  - Командная чемпионка WWE среди женщин (3 раза) — с Бэйли (2), с Наоми (1)
  - 3-я чемпионка Тройной короны WWE среди женщин
  - 4-я Чемпионка Большого шлема
  - Slammy Award 2020 — Суперзвезда года среди женщина
- Wrestling Observer Newsletter
  - Худшая вражда года (2015) Team PCB против Team B.A.D. против Team Bella[38]
  - Худшая вражда года (2015) против Бэйли
- Sports Illustrated
  - Рестлер года (2020)

## Фильмография
| Телевидение | Телевидение | Телевидение | Телевидение            |
| Год         | Название    | Роль        | Прочее                 |
| ----------- | ----------- | ----------- | ---------------------- |
| 2020        | Мандалорец  | Коска Ривз  | «Глава 11: Наследница» |